# Armée nationale moldave
L'armée nationale moldave (roumain : Armata Națională a Republicii Moldova) est la branche supérieure des forces armées de la république de Moldova composée de l'armée de l'air et de l'armée de terre. L'armée nationale est considérée comme la force militaire de service régulier tandis que l'autre branche des forces armées, les Trupele de Carabinieri, se concentre sur les activités paramilitaires.

## Histoire

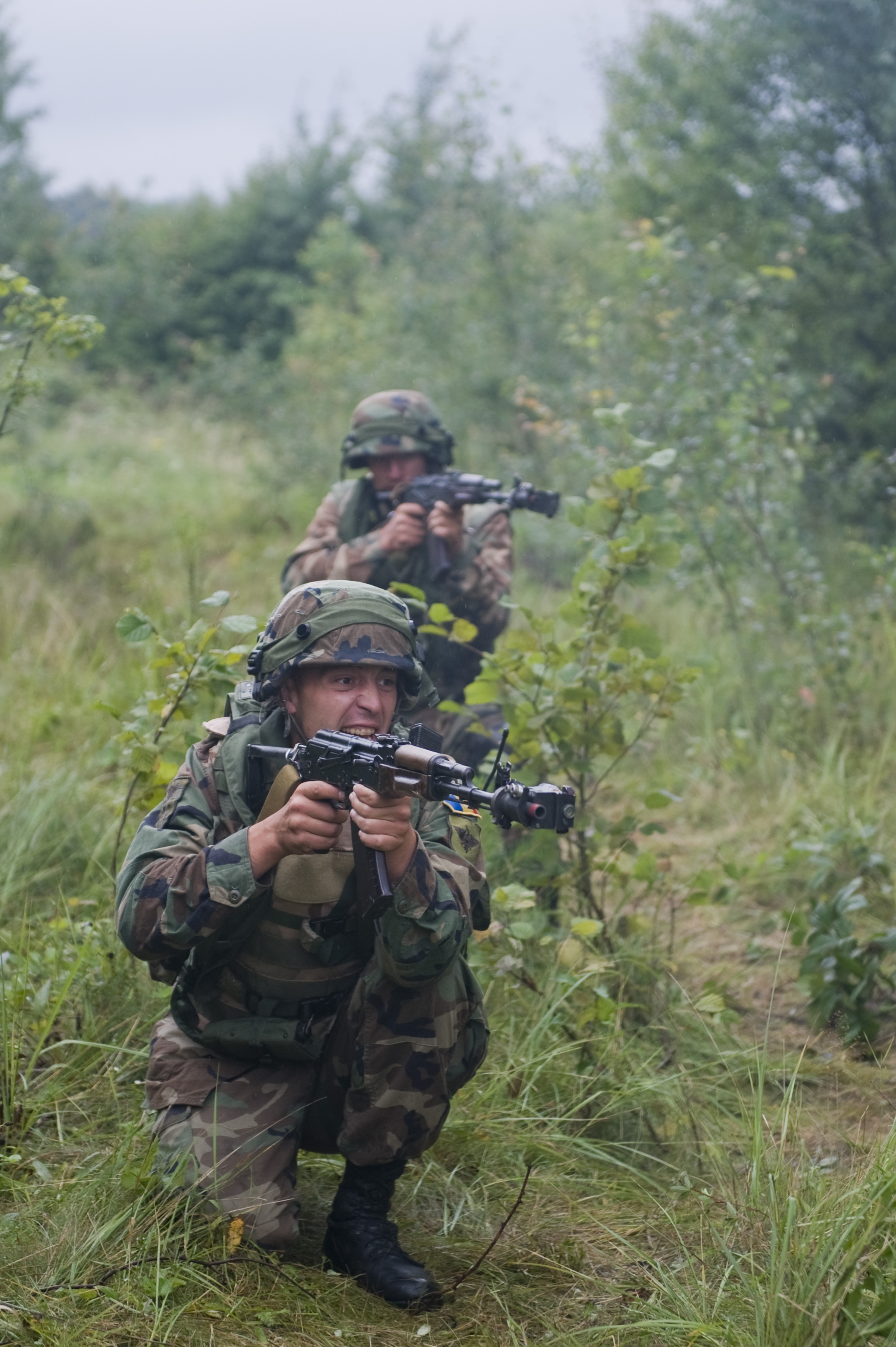
Soldats moldaves en 2011 participant à Rapid trident.

L'armée nationale est officiellement créée le 3 septembre 1991 sur la base de la 14e armée de la Garde de l'armée soviétique. Au début de 1994, les forces terrestres de l'armée nationale se composent de 9 800 soldats, organisés en trois brigades motorisées, une brigade d'artillerie et un bataillon de reconnaissance. L' état-major général est créé le 24 avril 1994 par décision du gouvernement moldave. En 2007, à la demande du président Vladimir Voronine, le nombre de militaires de l'Armée nationale moldave est réduit de 8 500 à 6 500 à la suite d'une réforme rapide qui répondait aux inquiétudes de la Transnistrie concernant un conflit potentiel. L'armée nationale participe à l'entraînement d'échange combiné conjoint des forces armées des États-Unis depuis 2009. Le protocole de coopération entre l'armée nationale et le comité international de la Croix-Rouge est signé à Chisinau en 2016. Le 3 octobre 2017, le président Igor Dodon devient le premier dirigeant moldave à tenir une réunion de travail avec des commandants d'unités de l'armée nationale. Plus tôt en septembre, Dodon avait interdit la participation des militaires de l'armée nationale à des exercices à l'étranger sans son consentement. Début 2020, le ministre de la Défense Victor Gaiciuc (en) signe un accord avec l'évêque Vladimir de Chișinău de l'Église orthodoxe moldave sur la coopération religieuse avec l'armée nationale. D'ici 2021, toutes les exigences de conscription pour l'armée nationale devront être remplies afin que le pays passe du service militaire obligatoire aux soldats embauchés sur une base contractuelle.
Au cours de l'exercice 2021-2022, la Moldavie augmenta ses dépenses militaires de plus de 150 %.

## État-major général
L'état-major planifie les activités de combat et d'entraînement et améliore la capacité de mobilisation des troupes ainsi que l'entraînement opérationnel au combat et à la mobilisation. C'est l'organe principal qui assure un Commandement Suprême qui est dirigé par le Président de la République qui est également le Commandant suprême des forces armées. Le poste de chef d'état-major général de l'armée nationale (Marelui Stat Major al Armatei Republicii Moldova) exécute la direction suprême des troupes par le biais des commandements de l'armée. Il assiste le ministre de la Défense et le Président dans le commandement de l'armée nationale. Le premier est le colonel Pavel Chirău (en), qui a pris ses fonctions en avril 1994. En temps de guerre, le chef d'état-major général devient de facto le premier adjoint au commandant en chef suprême des forces armées si le ministre de la Défense est un civil.

### Structure
- État-major (J1)
  - Direction du personnel (J2)
  - Direction des opérations (J3)
  - Direction de la logistique (J4)
  - Direction de la planification stratégique (J5)
  - Direction de la communication et des systèmes d'information (J6)
    - Centre de communications et d'informatique[12]

  - Direction de la doctrine et de la formation interarmées (J7)
  - Direction de la gestion, de la coordination et du suivi
  - Département de droit
  - Département de la santé
- Direction économique et financière
- Secrétariat et département de la gestion interne
- Département légal
- Département de la gestion des ressources humaines
- Division de la politique de défense et des plans de défense
- Direction de l'inspection générale
- Service des relations publiques
- Régiment d'état-major général « Général de brigade Nicolae Petrică »

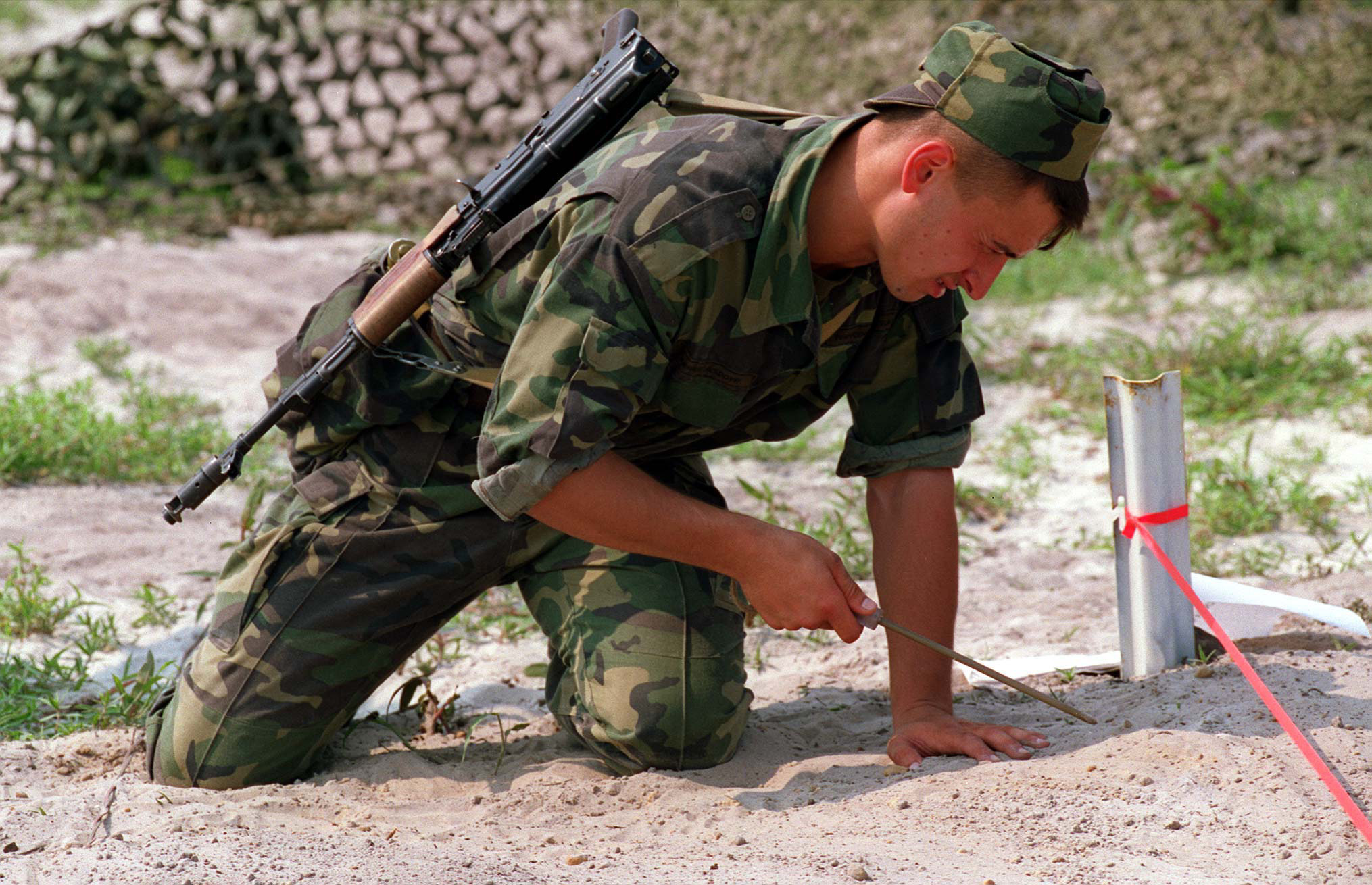
Soldat moldave lors d'un exercice de déminage.

  - Police militaire[13]

#### Direction des opérations
La direction des opérations J3 élabore des plans opérationnels sur l'engagement de l'armée nationale en temps de paix et en situation de crise.

#### Direction logistique
La direction logistique met en œuvre les politiques émises par le ministère de la Défense concernant le soutien logistique. Il gère, contrôle et organise également la distribution des biens matériels pour les troupes. Il dispose d'archives centralisées du registre des armes, du matériel militaire et des munitions.

#### Police militaire
La section de la police militaire dispose de fonctions qui comprennent la coordination opérationnelle, la surveillance et la protection du personnel militaire, la garde des installations militaires, la garantie de la discipline et de l'ordre militaires. Il contrôle également la direction de la technique de la voiture militaire dans le trafic routier.

#### Centre de réponse aux incidents cybernétiques
Le centre de réponse aux incidents cybernétiques de l'armée nationale de la république de Moldova est créé au début de 2021 avec le soutien de l'OTAN. Le ministre de la Défense, Victor Gaiciuc (en), déclare que cela « renforcera la position et la capacité du ministère de la Défense à répondre aux cybermenaces »,.

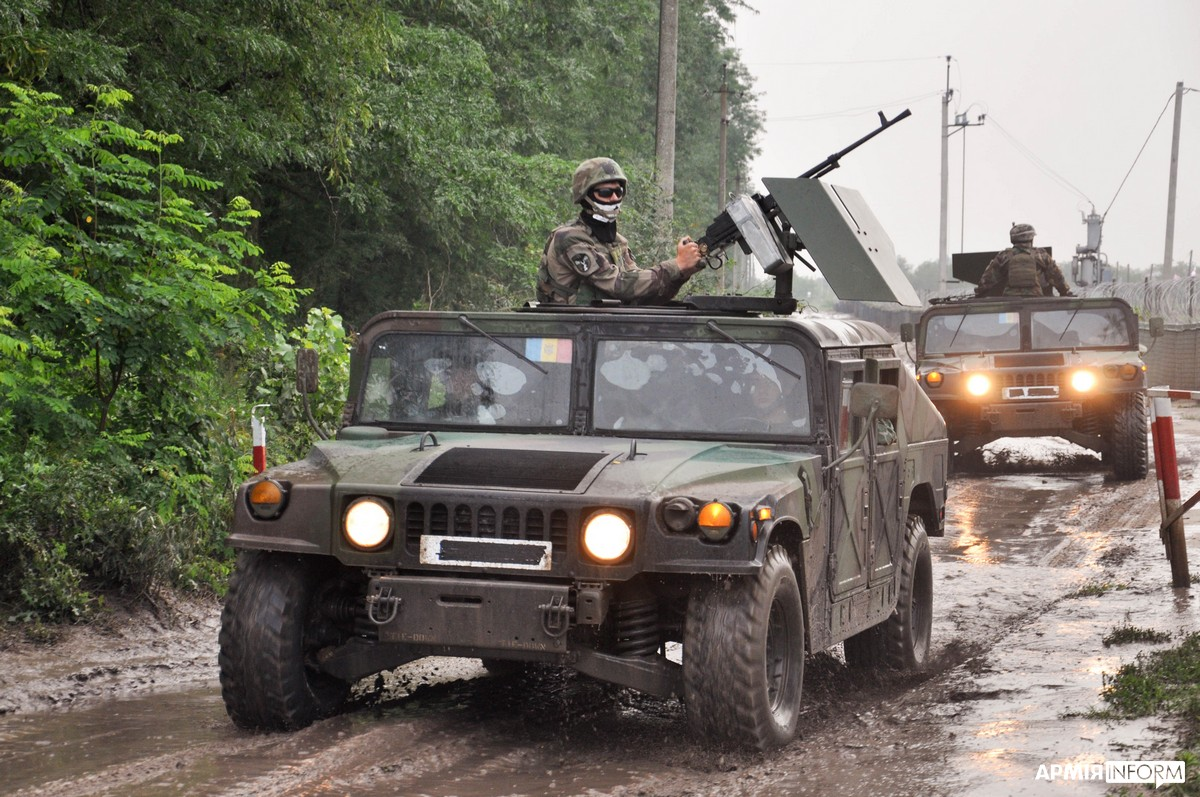
HMMWV de l'armée moldave.

## Zones militaires
Les garnisons de l'armée nationale sont situées dans les villes suivantes : Chișinău, Bălți, Cahul et Ungheni. Un terrain d'essai militaire est situé à Bulboaca, Anenii Noi. Il s'agit du plus grand du genre de république de Moldavie, avec une superficie de 21 kilomètres. Il existe plusieurs secteurs spécialisés sur le territoire de la base, où les militaires effectuent à la fois des exercices quotidiens et des préparations pour des coopérations multinationales. Au sein de la base militaire, la formation dispensée comprend le lancement de grenades à main, la pose de mines, la formation à la protection chimique (NBC) et la fourniture de premiers soins,. D'autres installations sont généralement des camps militaires (Tabăra Militară) et sont localités dans tout le pays, comme le camp militaire 142 et le camp militaire 123.

## Associations
Le corps des commandants de l'armée nationale (roumain : Corpul ofițerului de comandă al armatei naționale) est l'organisation officielle de l'armée nationale qui sert tous ses officiers commissionnés. L'association des femmes de l'armée nationale (NAWA) est une association parascolaire qui offre un soutien au personnel militaire et civil féminin de l'armée nationale. Il est créé le 28 février 2019 et lancé le 7 juin 2019 en présence du ministre de la Défense Eugen Sturza (en) et de la vice-première ministre de la réintégration Cristina Lesnic. La NAWA se compose de 37 officiers dirigés par son président, le colonel Mariana Grama. Le 24 janvier 2020, la première réunion du conseil national des anciens combattants depuis sa création s'est tenue dans la capitale en présence du premier ministre Ion Chicu.

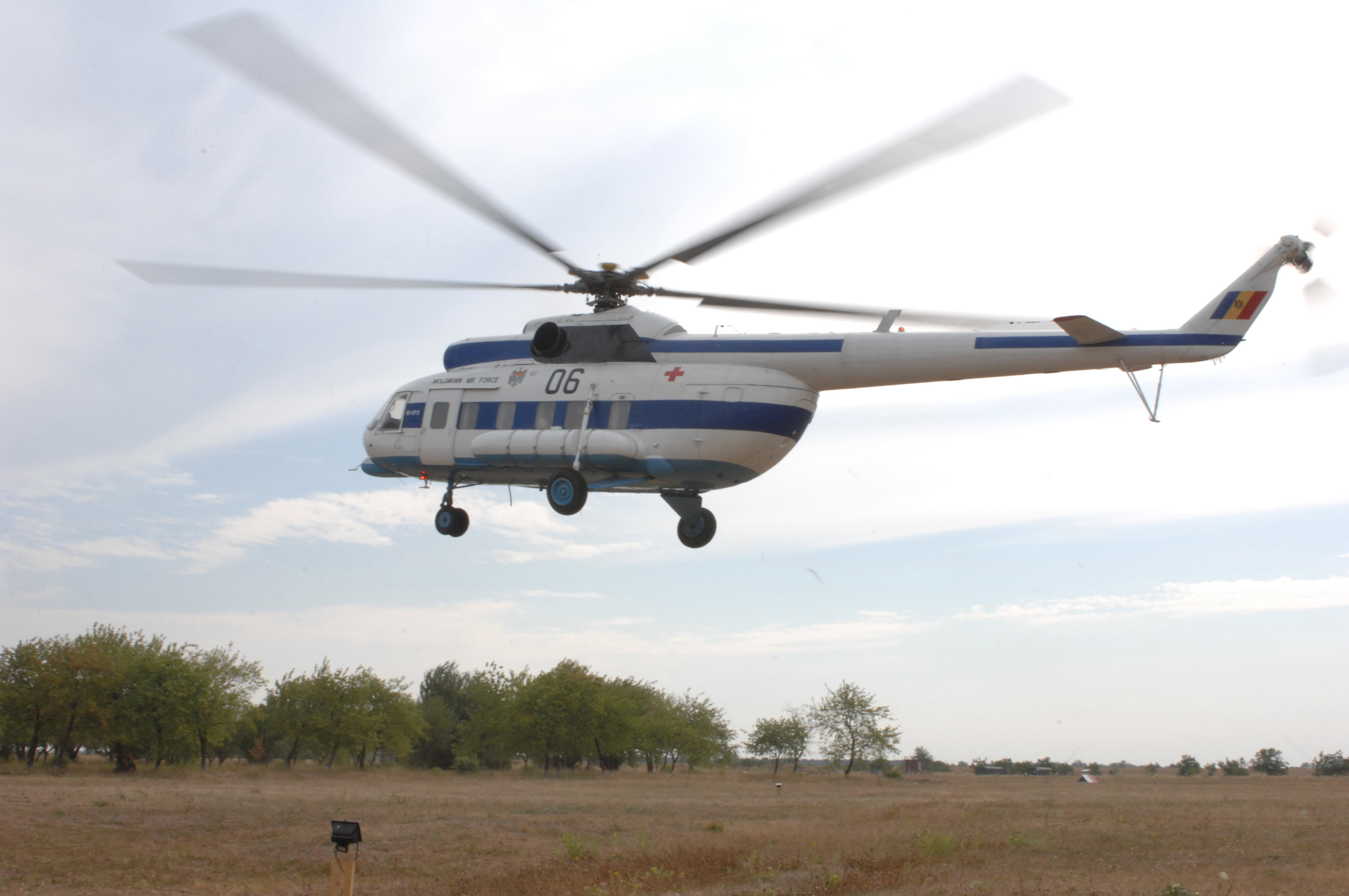
Commandement des forces aériennes moldaves Mil Mi-8.

## Traditions
- Actuellement, la compagnie de la garde d'honneur est la seule unité des forces armées à utiliser le pas de l'oie. En dehors de la compagnie, l'armée régulière utilise un pas de marche de style roumain. Cela est créé en 2011[22] par ordre du ministre de la Défense Vitalie Marinuța (en) à temps pour le défilé du jour de l'indépendance de Chișinău. La formule est considérée comme une nouvelle formule de marche de style plus OTAN[23], faite pour « préserver la santé » des militaires[24].
- Depuis 2020, une cérémonie militaire officielle de lever du drapeau a eu lieu dans toutes les installations militaires[25].
- La coupe du ministre de la Défense est une compétition sportive et de compétences organisée chaque année pour les membres du service de l'armée nationale[26].

### Journée nationale de l'armée
Le 2 septembre, l'armée nationale marque sa propre fête professionnelle, Ziua Armatei Naționale (Journée de l'armée nationale). Le président de la Moldavie et le premier ministre de la Moldavie présentent généralement des félicitations et des décorations à tous les militaires actifs et vétérans. Le ministère de la Défense organise généralement de grandes manifestations pendant les vacances. Des responsables militaires déposent des fleurs au monument Étienne le Grand et au complexe commémoratif de l'éternité. Des activités festives sont également organisées dans les villes locales. En 2018, les célébrations du jubilé d'argent de la Journée nationale de l'armée sont organisées par la 1re brigade d'infanterie motorisée « Moldova » à Bălți.

## Dans la culture populaire
- Le projet « 24 heures dans l'armée nationale » est un événement médiatique impliquant des représentants de 12 institutions médiatiques moldaves. Le projet est organisé par le service d'information et de communication des médias de masse, en collaboration avec le bataillon des forces spéciales du centre de formation militaire de l'armée nationale de Bulboaca. Y ont participé des représentants d'institutions médiatiques nationales et régionales telles que Pro TV, Moldova 1 et TVR Moldova. La première édition du projet est organisée en 2006[31].